# Stipa roborowskyi
Stipa roborowskyi är en gräsart som beskrevs av Roman Julievich Roshevitz. Stipa roborowskyi ingår i släktet fjädergrässläktet, och familjen gräs. Inga underarter finns listade i Catalogue of Life.